# Villacerf
 Villacerf  ist eine französische Gemeinde mit 600 Einwohnern (Stand 1. Januar 2022) im Département Aube in der Region Grand Est; sie gehört zum Arrondissement Troyes und zum Kanton Creney-près-Troyes.

## Geschichte
Villacerf hieß früher Samblières, dann Saint-Sépulcre. 1673 wurde der Ort von Édouard Colbert (1628–1699) in Villacerf umbenannt.

## Bevölkerungsentwicklung
| Jahr      | 1962 | 1968 | 1975 | 1982 | 1990 | 1999 | 2008 | 2016 |
| Einwohner | 251  | 279  | 300  | 384  | 390  | 421  | 487  | 584  |

## Sehenswürdigkeiten
- Schloss Villacerf, die während der Revolution beschlagnahmten Kunstwerke aus dem Schloss befinden sich heute im Musée Saint-Loup in Troyes
- Kirche Saint-Jean-Baptiste, Monument historique

## Persönlichkeiten
- Die Herren und Marquis de Villacerf aus dem Haus Colbert